# 戶田浩曉
户田浩曉 （日语：戶田浩暁，1910年—2002年），是日本的漢學家。

## 生平
1910年出生。1920年出家（日莲宗）。1936年立正大學文學部文學科畢業，後任該校副助教。1940年當大舍精神文化研究所研究人員，1944年任立正大學文學部講師，1949年升任該大學副教授，並加入日本中國學會成為會員。1951年起任佛寺大乘院住持。1954年升任立正大學教授。1957年出版《日本漢文學通史》。1965年出版《法華經文法論》。1970年從立正大學退休。1972年出版《文心雕龍》（《中國古典新書》），任《日蓮宗事典》編輯委員。1974年出版《文心雕龍》上卷（《新釋漢文大系》）。1984年應上海復旦大學邀請赴華，參加中日學者《文心雕龍》學術討論會。

## 作品
據户田浩曉自撰的《著作目錄》，他的著作有：論著十一本、編著六本、論文及譯注五十一篇（其中四篇論文有中文翻譯）、辭典撰稿兩本、書評六篇。